# Comuna de Polanka Wielka
Polanka Wielka (polaco: Gmina Polanka Wielka) é uma gminy (comuna) na Polónia, na voivodia de Pequena Polónia e no condado de Oświęcimski. A sede do condado é a cidade de Polanka Wielka.
De acordo com os censos de 2004, a comuna tem 4117 habitantes, com uma densidade 171 hab/km².

## Área
Estende-se por uma área de 24,08 km², incluindo:
- área agricola: 80%
- área florestal: 10%

## Demografia
Dados de 30 de Junho 2004:
|                      | Total   | Total | Mulheres | Mulheres | Homens  | Homens |
| -------------------- | ------- | ----- | -------- | -------- | ------- | ------ |
|                      | pessoas | %     | pessoas  | %        | pessoas | %      |
| População            | 4117    | 100   | 2071     | 50,3     | 2046    | 49,7   |
| Densidade (pop./km²) | 171     | 100   | 86       | 86       | 85      | 85     |

De acordo com dados de 2002, o rendimento médio per capita ascendia a 1296,68 zł.

## Comunas vizinhas
- Osiek, Oświęcim, Przeciszów, Wieprz